# Gabinete Clemenceau I
O Gabinete Clemenceau I foi o ministério formado por Georges Clemenceau em 25 de outubro de 1906 e dissolvido em 20 de julho de 1909. Foi o 47º gabinete da Terceira República Francesa, sendo antecedido pelo Gabinete Sarrien e sucedido pelo Gabinete Briand I.

## Contexto
Em 25 de outubro de 1906, Georges Clemenceau, então ministro do Interior e homem forte do Partido Radical, foi chamado à presidência do Conselho de Ministros pelo Presidente da República, Armand Fallières. Ele então formou um governo que durou quase três anos, contando com forte apoio na Assembleia Nacional Francesa (57,6% dos deputados). O novo gabinete enfrentou um período crucial para o regime: por um lado, tratava-se de ratificar a laicidade da República e, por outro, de lidar com os movimentos sociais que se desenvolviam e se radicalizavam cada vez mais.
Este ministério expôs a divisão entre dois segmentos da esquerda francesa e teve consequências duradouras: quando o governo foi formado, os parlamentares da Secção Francesa da Internacional Operária (SFIO) se abstiveram de dar seu voto de confiança (em vez de votar contra, como tradicionalmente faziam com o que chamavam de "governos burgueses"), enquanto o novo Presidente do Conselho de Ministros estendeu a mão aos socialistas para implementar reformas sociais. Essa relação se explica pelo fato de Clemenceau ser então o primeiro-ministro mais esquerdista a assumir o cargo, ter defendido por muito tempo a necessidade do progresso social e apresentado como objetivos de seu governo uma série de reformas socioeconômicas que iam na direção do desenvolvimento de um Estado de bem-estar social e da proteção dos trabalhadores franceses. Além disso, a esquerda republicana e os socialistas estão emergindo de períodos como o "Caso Dreyfus" e a secularização do país, que os viu unir forças para preservar o regime. O surgimento de movimentos sociais virulentos sob o Gabinete Clemenceau, no entanto, mergulhou essas forças em um relacionamento conflituoso.
Este gabinete contou com o primeiro ministro do Trabalho, denotando um desejo de levar em conta a condição da classe trabalhadora - esse ministério se tornará essencial nos futuros governos. As primeiras aplicações da lei sobre o descanso semanal também foram colocadas em prática, votada no governo anterior liderado por Ferdinand Sarrien, além de uma lei sobre pensões para trabalhadores. Nesse governo de Clemenceau, a França alcançou seu primeiro superávit comercial em 25 anos, graças às exportações de automóveis. O governo também trabalhou para fortalecer a aliança franco-britânica, selada desde a assinatura da Entente Cordiale. Em novembro de 1906, a lei sobre a separação entre Igreja e Estado entrou oficialmente em vigor, com a expulsão do auditor do Vaticano em Paris, considerado um "agente secreto da Santa Sé". Apesar disso, em janeiro de 1907, o episcopado declarou que aceitava essa lei, mas solicitava garantias para a permanência e "segurança moral" do serviço religioso na França.
Em fevereiro, o ministro das Finanças apresentou um projeto de lei de imposto de renda com o objetivo de substituir os vários impostos existentes, prevendo um imposto progressivo para rendas acima de 5.000 francos. O projeto não foi bem-sucedido inicialmente, mas serviu de base para a reforma tributária implementada em 1914. Ao mesmo tempo, o governo decidiu enviar uma expedição militar para o norte de África, visando reprimir a "Agitação do Marrocos", causada pela passagem de uma ferrovia por um cemitério muçulmano. A França, que ainda negava querer estabelecer um protetorado na região, venceu as tribos rebeldes, apoiando um novo sultão local No sul da França, por sua vez, viticultores realizaram reuniões para denunciar as baixas vendas de vinho, logo tomando um rumo insurrecional, com manifestações e greves municipais. A agitação diminuirá gradualmente e serão tomadas decisões para arquivar os casos contra os líderes. Enquanto isso, o governo apresentou um orçamento deficitário à Assembleia Nacional Francesa, privando o Estado de novas receitas tornadas necessárias pelo aumento dos gastos sociais.
Em janeiro de 1908, a morte do ministro da Justiça causou uma reforma ministerial. Em maio, teve início a greve dos pedreiros, com reivindicações de um aumento salarial de 20 centavos por hora. No início de junho, ocorreram incidentes graves: dois trabalhadores foram mortos pela polícia e outros oito ficaram feridos. No início de agosto, a "Federação da Construção" convocou uma greve geral e organizou manifestações, tendo os manifestantes entrado em confronto violento com regimentos de cavalaria. Após o conflito, os grevistas aceitaram as propostas dos empregadores: um aumento salarial de 5 centavos e uma jornada de 10 horas. Os líderes que foram presos foram libertados (em 1911, descobriu-se que Clemenceau havia infiltrado agentes provocadores que eram a fonte da violência). Uma nova política de moradias sociais também foi implementada nesse período, com a criação de empresas regionais de crédito imobiliário. Ao mesmo tempo, a "Action Française" começou a ganhar destaque, defendendo o nacionalismo, propagando a ideia de vingança contra a Alemanha e perseguindo judeus, estrangeiros e maçons.
Em fevereiro de 1909, o sindicalismo feminino cresceu, com a fundação da União Francesa de Sindicatos Profissionais Femininos (católica), da Central Sindical de Sindicatos Profissionais Femininos e da União dos Empregados do Comércio e da Indústria. Em março de 1909, e novamente em maio, ocorreram as greves dos trabalhadores dos correios, as primeiras greves do funcionalismo público - os servidores não tinham direito à greve, em virtude do princípio da continuidade do Estado. Clemenceau inicialmente recebeu delegados dos grevistas e pareceu negociar com o objetivo de pôr fim ao movimento. Porém, após uma convocação para uma greve geral dos trabalhadores dos correios, o governo realizou inúmeras demissões (quase 800 no total). O direito de greve só foi reconhecido aos funcionários públicos após a Segunda Guerra Mundial. Ainda no final daquele ano, a State Railway Company comprou a Western Railway Company.
Além das questões sociais, já fazia alguns meses que a Marinha francesa também vinha enfrentando problemas. Uma explosão de canhão no cruzador Latouche-Tréville (13 mortos) causou a renúncia do ministro da Marinha e a perda de três navios. Clemenceau foi derrotado na votação sobre o caso e renunciou. O Presidente Fallières, então, nomeou Aristide Briand para sucedê-lo como Presidente do Conselho.

## Composição

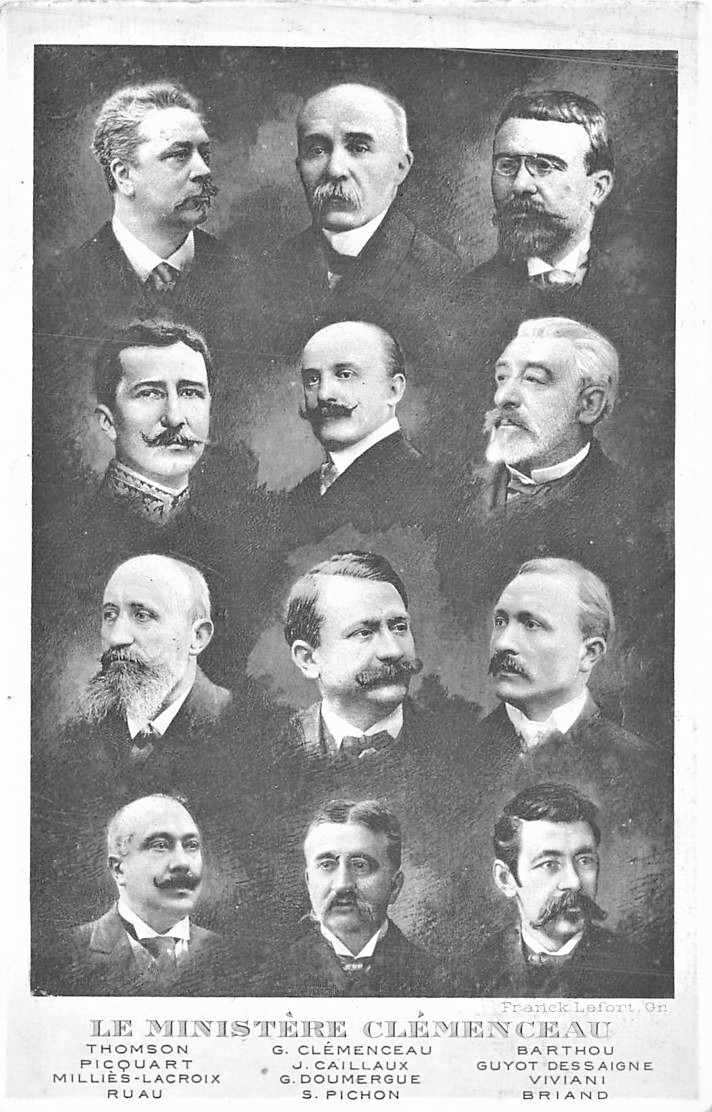
O 1º Gabinete Clemenceau em ilustração de 1906.

- Presidente da República: Armand Fallières
- Presidente do Conselho de Ministros: Georges Clemenceau
- Ministro dos Estrangeiros: Stephen Pichon
- Ministro da Justiça (acumulará a pasta de Cultos em janeiro de 1908): Edmond Guyot-Dessaigne (1906-1907); Aristide Briand (1907-1909)
- Ministro do Interior: Georges Clemenceau
- Ministro da Guerra: Georges Picquart
- Ministro das Finanças: Joseph Caillaux
- Ministro da Marinha: Gaston Thomson (1906-1907); Alfred Picard (1907-1909)
- Ministro da Instrução Pública, Belas Artes e Cultos: Aristide Briand (1906-1908); Gaston Doumergue (1908-1909)
- Ministro das Obras Públicas, Correios e Telégrafos: Louis Barthou
- Ministro da Agricultura: Joseph Ruau
- Ministro do Comércio e Indústria: Gaston Doumergue (1906-1908); Jean Cruppi (1908-1909)
- Ministro das Colônias: Raphaël Milliès-Lacroix
- Ministro do Trabalho e Previdência Social: René Viviani

## Realizações
- Criação do Ministério do Trabalho;
- Apresentação de um projeto de lei sobre pensões de trabalhadores e agricultores (adotado em 1910);
- Aprovação da lei que proíbe a chaptalização, envolvendo a adição de açúcar durante a fermentação, o que aumenta o teor alcoólico e, portanto, permite a adição de água, o que é considerado a causa da superprodução de vinho;
- Aprovação da "Lei Ribot"[10], sobre habitações de baixo custo, com o objetivo de estabelecer populações rurais e ajudá-las a obter acesso à propriedade de suas casas e terras;
- Aprovação de uma lei sobre bens familiares não penhoráveis, visando apoiar a agricultura prejudicada pela dívida dos camponeses e pela fragmentação das fazendas.